# Famille von der Leyen (Krefeld)
 (novembre 2019).
Si vous disposez d'ouvrages ou d'articles de référence ou si vous connaissez des sites web de qualité traitant du thème abordé ici, merci de compléter l'article en donnant les références utiles à sa vérifiabilité et en les liant à la section « Notes et références ».
Pour les articles homonymes, voir von der Leyen.
Ne doit pas être confondu avec Maison von der Leyen.
La famille von der Leyen est une famille subsistante de la noblesse allemande, originaire de Krefeld (Rhénanie-du-Nord-Westphalie), anoblie en 1786 par le roi de Prusse. Elle est scindée en deux branches, dont l'ainée est connue grâce à un de ses représentants, Heiko von der Leyen, médecin allemand, et son épouse Ursula von der Leyen (née Albrecht), présidente de la Commission européenne élue en 2019. La branche cadette a reçu le titre de baron du roi de Prusse en 1816.

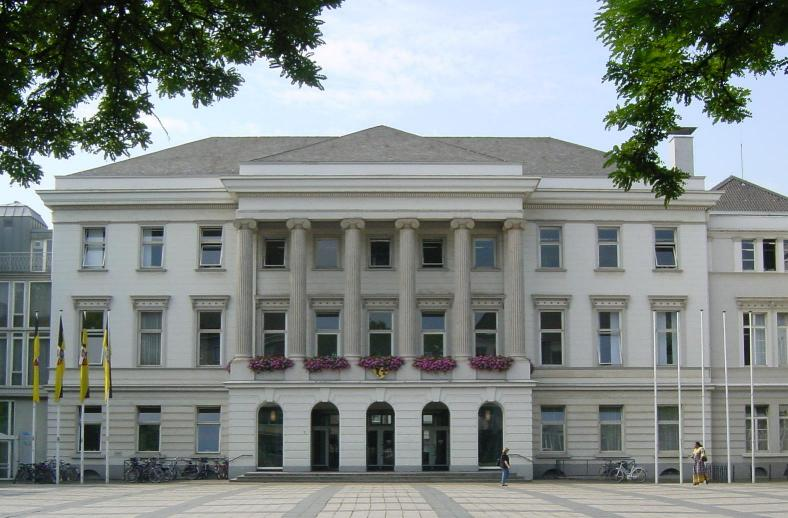
Le palais de Conrad von der Leyen à Krefeld (maison de ville depuis 1860)

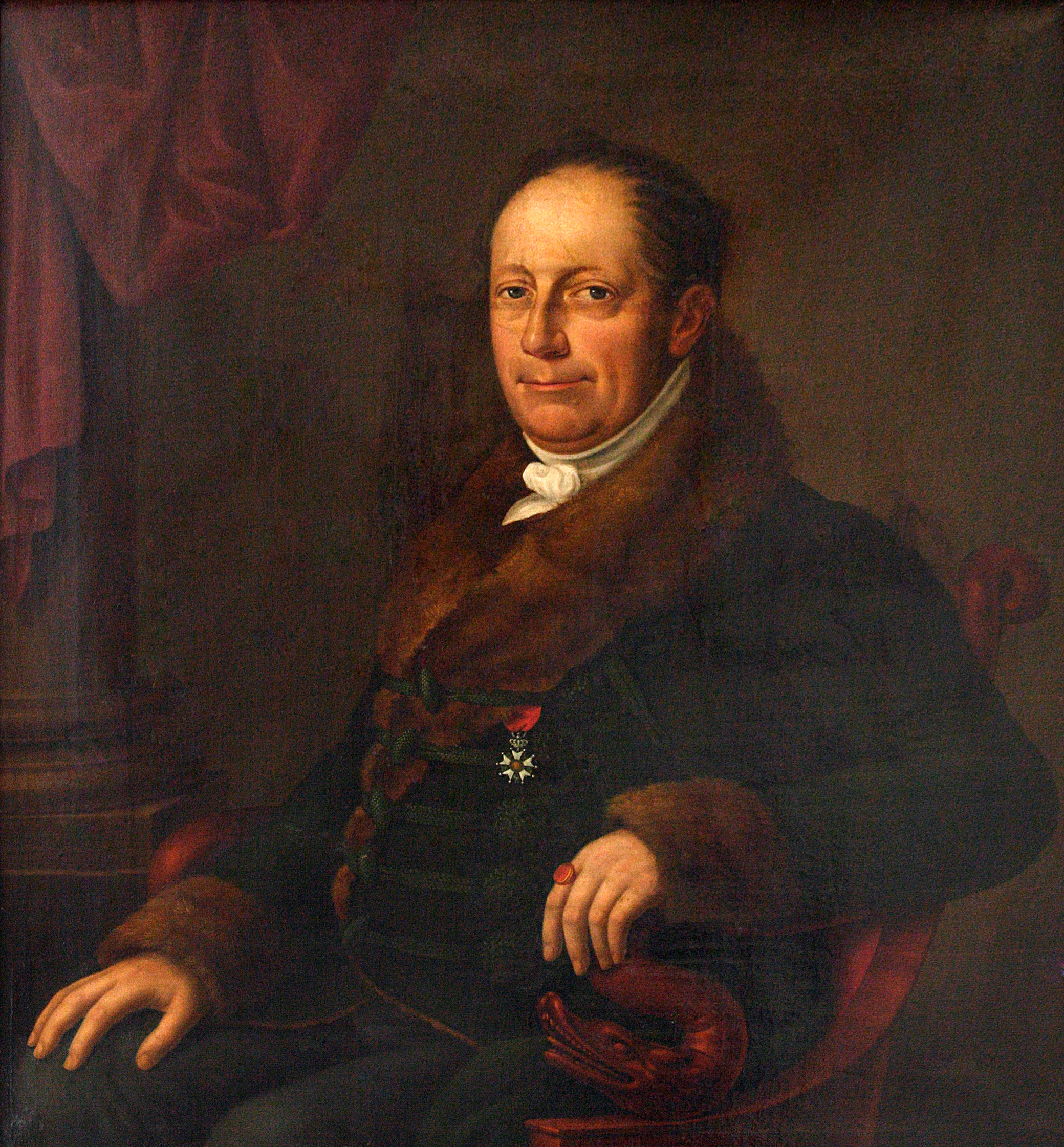
Friedrich Heinrich, baron von der Leyen (1769–1825), le baron de la soie

Il n'y a pas de relation avec la maison von der Leyen, une famille de la haute noblesse allemande.

## Histoire
Peter von der Leyen, mentionné en 1579 à Radevormwald, produisait de la passementerie. Sa famille s'est nommée d'après un village près de Radevormwald appelé Leye. Le préfixe « von » représentait à l'origine une appellation d'origine et non un titre de noblesse.
En 1656, leur souverain catholique, Philippe-Guillaume de Neubourg, électeur palatin, instaura un impôt de pénalité élevé pour les anabaptistes et les mennonites, qui obligea le mennonite Adolf von der Leyen (vers 1624-1698) à se réfugier dans la ville de Krefeld, à l'époque gouvernée par la maison d'Orange-Nassau, qui se montrait plus tolérante. En 1720, Peter von der Leyen, petit-fils d'Adolf, fonda une usine de production de soie à Krefeld. En 1724, les frères Johannes, Friedrich et Heinrich fondèrent une usine de teinture de la soie. Le roi de Prusse Frédéric II leur accorda le monopole de la production de la soie pour la Prusse. Il logea dans la maison de la famille von der Leyen après avoir gagné la bataille de Krefeld en 1758. En 1763, la moitié des 6 082 habitants de Krefeld travaillaient pour les usines von der Leyen. En 1786, les frères Conrad, Friedrich et Johannes von der Leyen sont anoblis par le roi de Prusse.
Le monopole a été abrogé lors de l’occupation française en 1794. Lorsque l'armée révolutionnaire occupa Krefeld en 1792, le général Antoine Nicolas Collier prit en otage Conrad von der Leyen, certains de ses proches et quelques autres citoyens influents, et força la ville à lui fournir 300 000 florins. Conrad et ses compagnons d'infortune auraient toutefois repris le dessus en jouant aux cartes avec le général. Entre 1791 et 1794, Conrad construisit son grand palais dans la ville.
Friedrich Heinrich von der Leyen (1769-1825), fils du frère cadet de Conrad, Friedrich, devint maire de Krefeld en 1800 et fonda la chambre de commerce locale. En 1803, il acheta le château de Bloemersheim près de Neukirchen-Vluyn, et l'année suivante le domaine de Meer à Meerbusch. Les deux domaines agricoles avec leurs manoirs appartiennent toujours à la famille. En 1804 Napoléon Ier logea dans le palais de Conrad von der Leyen. Krefeld, située sur la rive gauche du Rhin, faisait alors partie de l'Empire, dont Friedrich Heinrich devint membre de l'assemblée constituante. En 1813, il fut titré baron par Napoléon ce que le roi de Prusse lui confirma en 1816 sous le nom de « baron von der Leyen zu Bloemersheim ». Le « baron de la soie », comme on l'appelait populairement, aura reçu de nombreuses reconnaissances françaises et prussiennes.
En 1828, les travailleurs des usines von der Leyen se rebellèrent contre leurs employeurs, mais le 11e régiment de hussards réprima la rébellion. Karl Marx l'a décrit comme « le premier soulèvement ouvrier de l'histoire allemande ».
Gustav Heinrich, baron von der Leyen zu Bloemersheim, décédé en 1857, fut le dernier producteur de soie de la famille. Il n'avait pas réussi à maintenir le succès de l'entreprise après la perte de son monopole. Sa veuve vendit les usines et déménagea dans ses domaines ruraux.
Heiko von der Leyen et son épouse Ursula von der Leyen appartiennent à la branche aînée de la famille, tandis que la branche baronniale de Bloemersheim, basé là-bas à ce jour, est la branche cadette.

## Personnalités
- Adolf von der Leyen (de) (1624-1698)
- Friedrich Heinrich von der Leyen (de) (1769-1825)
- Joachim Freiherr von der Leyen (de) (1897-1945)
- Heiko von der Leyen (1955- )
- Ursula von der Leyen née Albrecht (1958- ), femme politique allemande.

## Châteaux et demeures

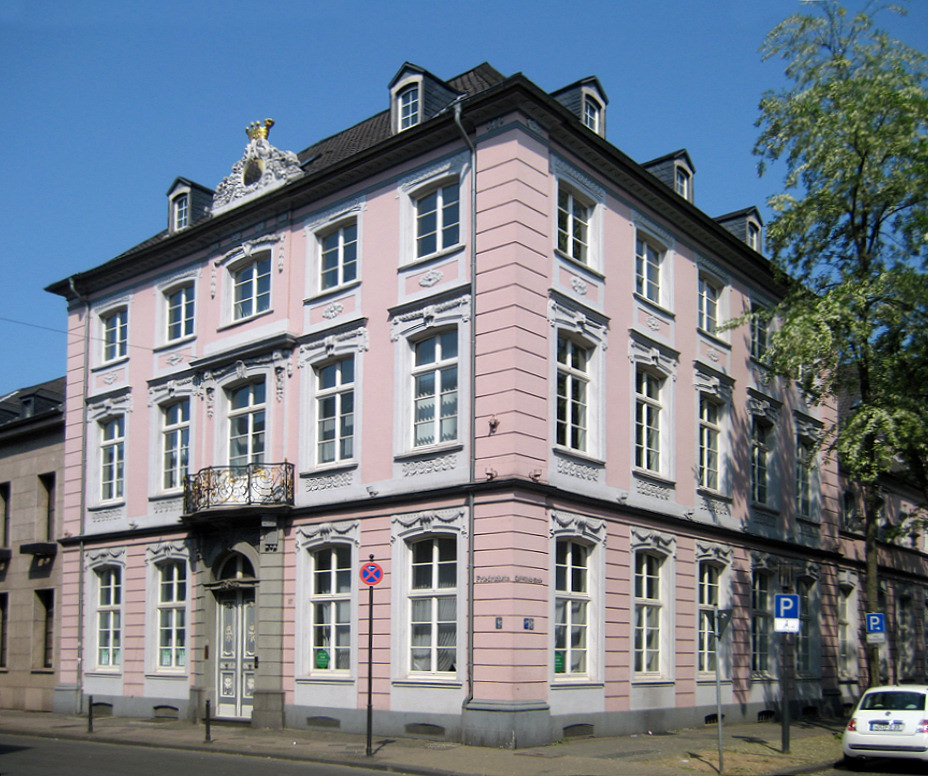
La maison de Johannes von der Leyen, à Krefeld (1766)
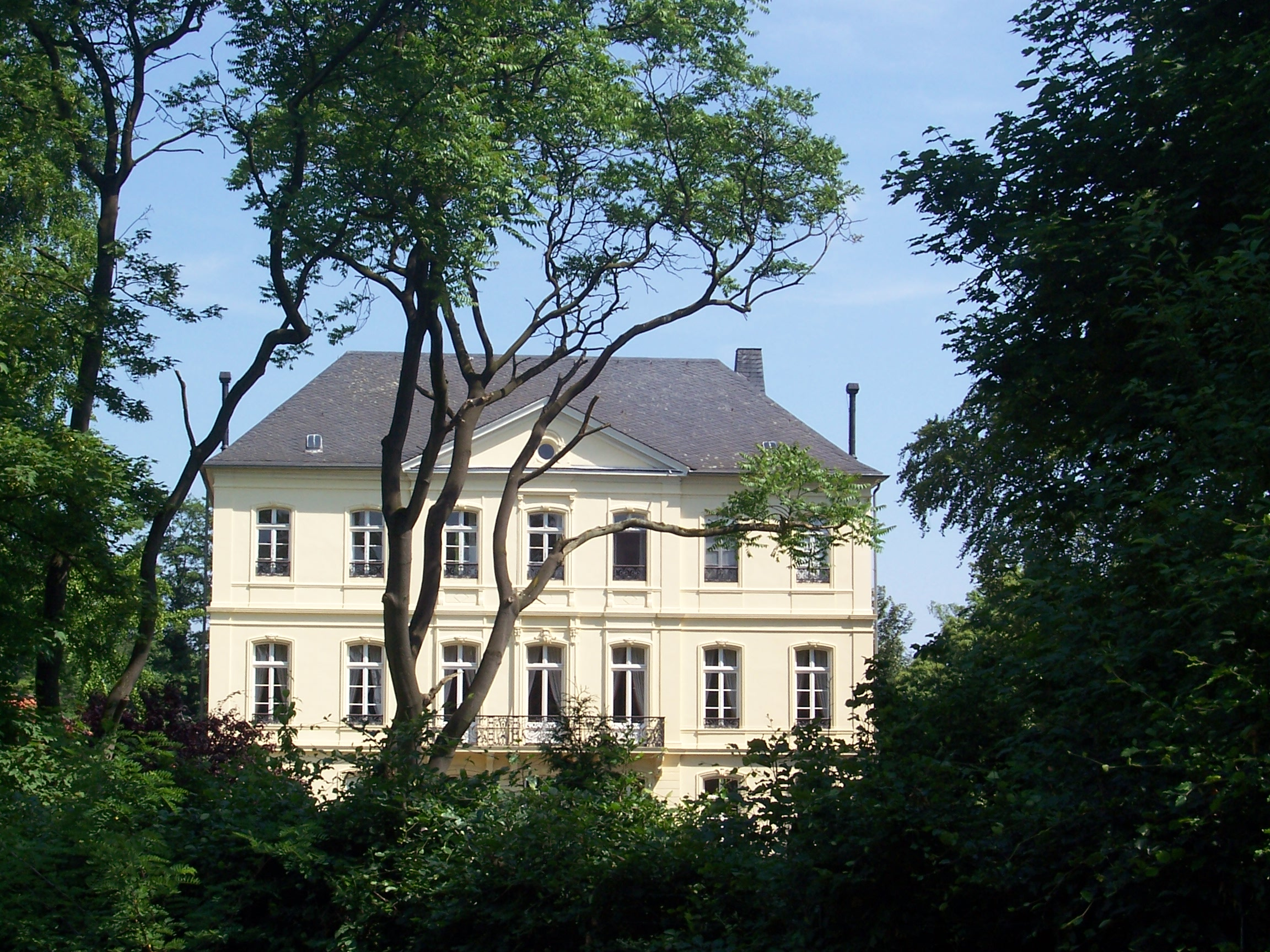
Le château de Leyenbourg, à Rheurdt
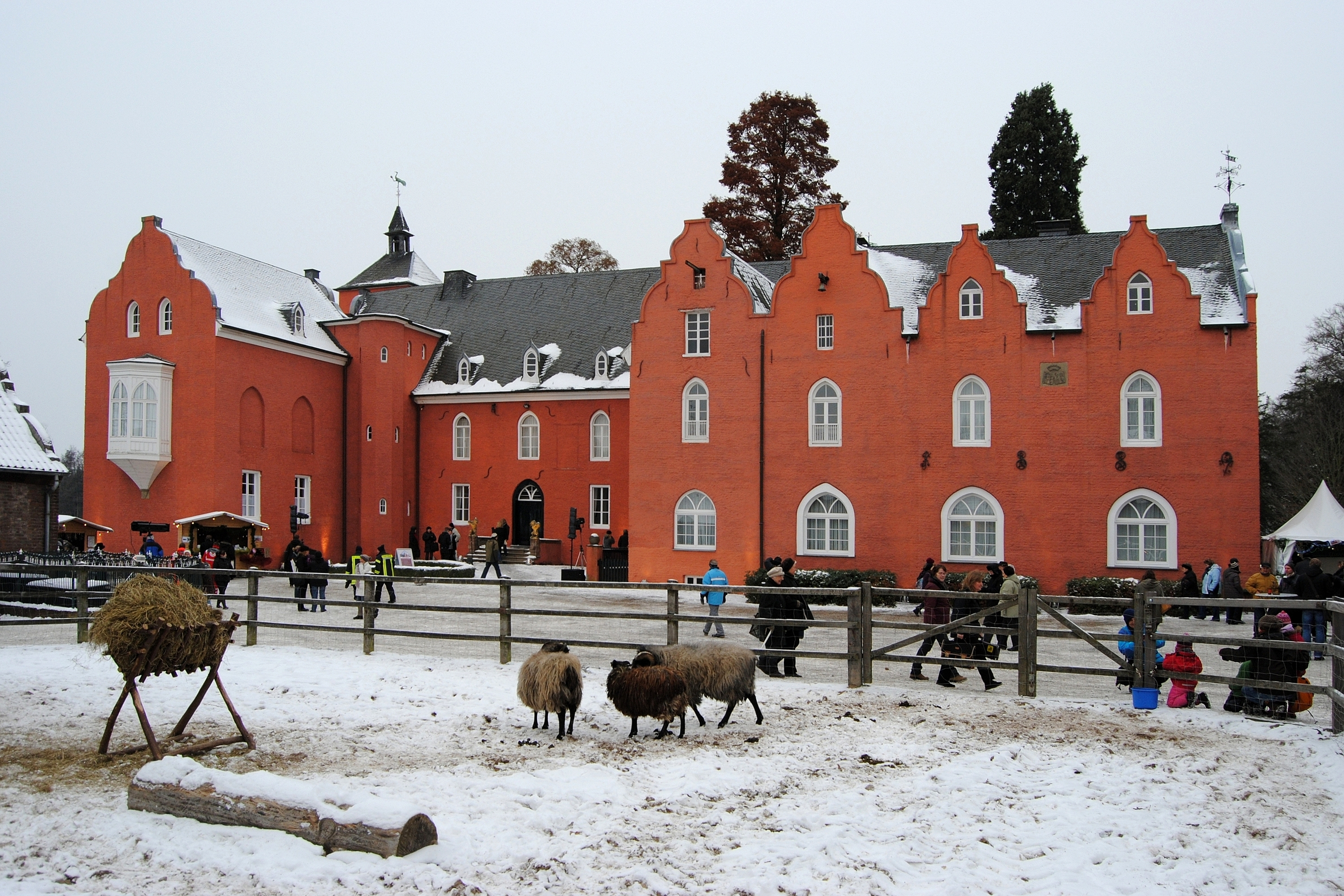
Le château de Bloemersheim
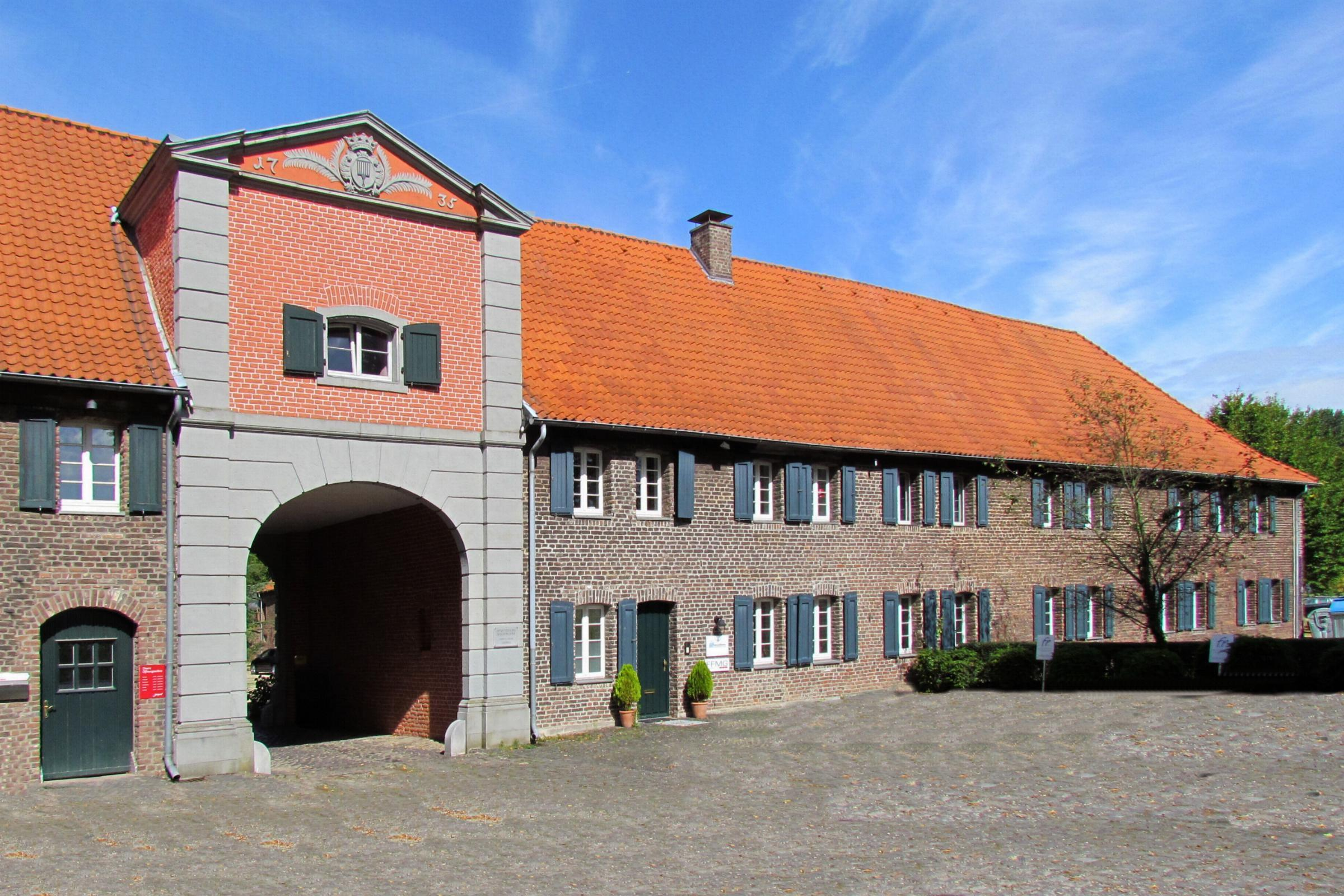
Le domaine de Meer

## Armes

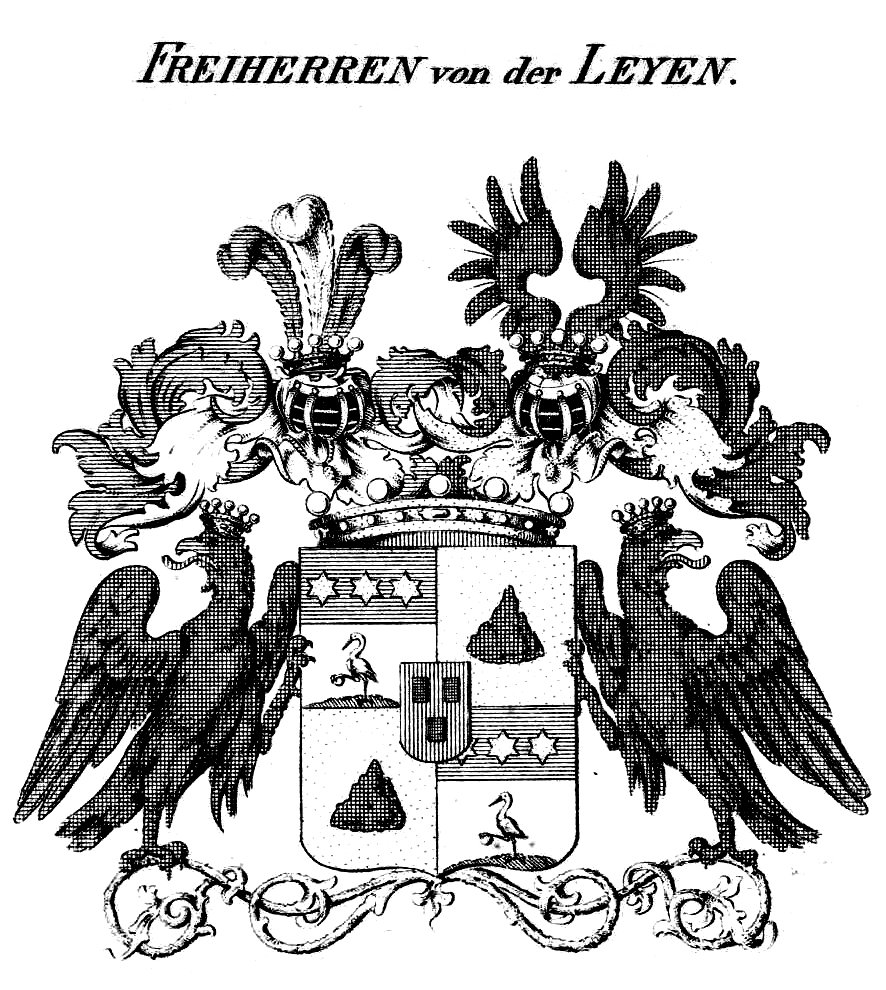
Armoiries des barons von der Leyen

La famille von der Leyen (anoblie le 21 novembre 1786) porte : Coupé : au 1, d'azur à trois étoiles d'or, rangées en fasce ; au 2, d'argent à une grue avec sa vigilance, au naturel, posée sur une terrasse de sinople.
- L'écu bordé d'or
- Casque couronné
- Cimier : trois plumes d'autruche, une d'argent entre deux d'azur
- Supports : deux aigles regardant de sable, languées de gueules, becquées, membrées et couronnées d'or[1]

Les barons von der Leyen de Bloemersheim (titre du 7 juin 1816) portent : Écartelé : aux 1 et 4, les armes von der Leyen, moins la bordure ; aux 2 et 3, d'or à un mont de sable en abime ; sur le tout, de gueules à trois enclumes carrées de fer.
- Deux casques couronnés
- Cimier : 1° celui des von der Leyen ; lambrequins d'argent et d'azur ; 2° un vol de sable ; lambrequins d'or et de sable
- Supports : deux aigles regardant de sable, languées de gueules, becquées, membrées et couronnées d'or[1]